# Les Dissonances
Les Dissonances (as dissonâncias) é uma orquestra de música clássica europeia criada em 2004 pelo violinista francês David Grimal. Reunindo músicos franceses e europeus, a orquestra é composta por solistas internacionais, músicos de orquestras de prestígio e jovens talentos.
Desde 2008, Les Dissonances tem como residência a ópera de Dijon.

## Apresentação
O grupo foi criado por iniciativa de David Grimal em 2004 . 
 A orquestra toca obras do repertório sinfônico sem maestro , e varia em tamanho de acordo com os requisitos do repertório, tendo uma total liberdade de interpretação.
O seu repertório inclui a maioria das obras clássicas (Mozart, Beethoven, Schubert, Brahms, Vivaldi), bem como repertório moderno e contemporâneo (Schoenberg, Dutilleux, Ligeti...).
Os membros do quarteto de cordas Les Dissonances são David Grimal (violino), Hans Peter Hofmann (violino), David Gaillard (viola) e Xavier Phillips (violoncelo).
Para desenvolver mais conhecimento de música clássica para jovens, Les Dissonances também conduz projetos educacionais como oficinas de violino nas escolas ( P’titssonances – Pequenas Dissonâncias), concertos educativos e ensaios abertos.

## L'Autre Saison
L'Autre Saison O conjunto Les Dissonances também lidera um projeto social dedicado a pessoas sem-teto chamado “A outra estação”. Uma vez por mês, no terreno da igreja parisiense de Église Saint-Leu, Les Dissonances convida artistas de diferentes áreas (músicos, cantores, dançarinos, comediantes, atores) para participar de um concerto de caridade em nome das pessoas em situação precária. A arrecadação ajuda a associação Les Margéniaux ao financiar projetos tanto emergenciais quanto de médio prazo..

## Residência e apoio
Les Dissonances é apoiado pelo Ministério de Comunicações e Artes francês e é um membro da FEVIS (Federação francesa de ensembles vocais e instrumentais especializados). É residente na Ópera do Dijon desde 2008, e se apresenta regularmente na Cité de la musique, em Paris, no Volcan em Havre e no l'Onde em Vélizy.  

## Discografia
- Concerto para Violino e Sinfonia n° 4 de Brahms, Dissonances Records, março 2014
- Sinfonia n° 5 de Beethoven, Aparté, outubro 2011
- « As quatro estações » de Vivaldi e Piazzolla, Aparté, janeiro 2011
- Concerto pour violon e Sinfonia n° 7 de Beethoven, Aparté, outubro 2010
- « Metamorfoses » de Schoenberg e Strauss, Naïve, janeiro 2007Referências

1. ↑  La Croix, 20/03/2013 (Consultado em 11 de julho de 2014)
2. ↑  Télérama, 15/10/2011 Arquivado em 10 de agosto de  2014, no Wayback Machine. (Consultado em 11 de julho de 2014)
3. ↑  Le Figaro, 10/12/2010 (Consultado em 11 de julho de 2014)
4. ↑  Les Inrockuptibles, 20/12/2011 (Consultado em 11 de julho de 2014)
5. ↑  Site Oficial da FEVIS (Consultado em 11 de julho de 2014)

## Artigos relacionados
- David Grimal, O fundador e diretor de arte